# 야담 (잡지)
《야담(野談)》은 일제 시대 경성에서 소설가 춘사 김동인이 1935년 11월에 창간한 야담 전문 월간지로, 이후 1937년 5월에는 임경일한테 발행권이 인수되어 넘어갔으며, 1945년 2월 통권 110호까지 발간했다.

## 배경
1926년 5월 10일부터 1927년 1월 9일까지 동아일보에 연재되었던  일제강점기 시대의 춘원 이광수의 소설 《마의태자》는 역사물의 대중적 선풍을 선도했다. 1928년 단행본이 출간되었는데, 1935년까지도 꾸준한 인기를 끌었고, 가요, 연극, 영화로 제작되는 등 기념비적 성공을 거두었다. 이후 많은 역사소설들이 신문에 연재되고, 야담의 대량 생산으로 이어졌다. 결국 야담만 단독으로 취급하는 전문 잡지까지 발행되었다.
하지만 김동인은 오히려 야담을 발행하고, 1934년 대중소설작가로 분류되던 윤백남이 월간야담을 발행했을 때와 달리 많은 비난을 받았다. 순문학의 거장이며 개척자로 추앙받는 당당한 문인이 취미 오락잡지를 발간한 행위로 비난을 받을 정도로 야담은 문학으로 인정받지 못했다. 그리고 이른바 실화, 애화, 우화. 기담, 만담 등 다양한 이름의 수많은 읽을 거리가 포함된 대중적인 서사물들로써 구분을 하면서 당대인들은 야담에 “취미독물”이라는 이름을 붙이기도 했다.
이름하야 1930년대 상업적 야담가들이 ‘극장에 방송국에 가두에’ 진출하여 야담을 구연하는 한편 잡지에 수많은 야담을 발표하면서 바야흐로 “야담장사”의 번성 시대가 왔던것이다. 당대 지식인의 시각은 부정적으로 보고, 구원한 이상을 향해 용진하여야 할 문예가 들이 비속한 야담가 들과 섞이는 것을 용납하지 못했다.

## 특징
야담 잡지는 극장에 때맞춰 열리는 야담대회와 달리 대중에게 언제 어디서나 마음 내키는 대로 야담을 즐길 수 있게 하였다. 이 잡지는 성인 소비층을 공략하기 위해 강한 통속적 이야기 구조를 주요 전략으로 선택해서 라디오 야담 방송, 야담 대회 등과 함께 야담의 번성을 불러왔다.
1935년 12월 1일 발간된 창간호에는 논문, 소설, 야담, 시, 잡조 란으로 구성되었다.